# 小叶樟
小叶樟（学名：Cinnamomum brevipedunculatum）为樟科肉桂属下的一个种。